# Ги I де Бар-сюр-Сен
Ги I де Бар-сюр-Сен (фр. Gui Ier de Bar-sur-Seine; ок. 1105—1146) — граф Бар-сюр-Сен.
Сын и наследник Милона II де Бар-сюр-Сен и его жены Матильды де Нуайе. О его правлении ничего не известно.

## Семья
Был женат на Петронилле де Шасне (Pétronille de Chacenay) (ок. 1110—1161), дочери Ансерика II де Шасне.
Дети:
- Милон III (ум. 1151), граф Бар-сюр-Сен
- Гильом, умер в молодом возрасте
- Ги, умер в молодом возрасте
- Манассе (р. ок. 1140, ум. 1193), граф Бар-сюр-Сен (1151—1167), епископ Лангра (1179—1193)
- Тибо, сеньор де Шампло
- Эрмесинда, жена Ансо II де Тренеля и Тибо I де Бара.

В некоторых исторических исследованиях и на генеалогических сайтах женой Ги I де Бар-сюр-Сен указана Изабелла де Вильмор (Isabelle de Villemaur). Какие для этого есть основания, не известно.